# グイード・カヴァルカンティ
グイード・カヴァルカンティ（Guido Cavalcanti, 1258年頃 - 1300年8月29日）は、13世紀のイタリアの詩人。

## 生涯
正確な出生地は不明だが学術界の推測では1258年頃にフィレンツェ共和国の首都フィレンツェで生まれたとされる。フィレンツェの裕福な名家出身。父であるカヴァルカンテ・デイ・カヴァルカンティ(Cavalcante dei Cavalcanti 1220年頃生 – 1280年頃没)はトスカーナ出身でありゲルフ(教皇派)に属していた(ダンテは、『神曲』の地獄篇第十歌の中にこの父を登場させている)。1260年に父はモンタペルティの敗戦で流刑に処された。1266年のベネヴェントの戦いでギベリン(皇帝派)が敗北したあとカヴァルカンティ家はフィレンツェで再び社会的、政治的に重要な地位を取り戻した。
学者ブルネット・ラティーニのもとで学ぶ。カヴァルカンティはゲルフの出身だったが、1267年にグイドは政治的和解の一環としてギベリン派の指導者ファリナータ・デッリ・ウベルティの娘ベアトリーチェ・デッリ・ウベルティと結婚し、3人の子宝に恵まれた。
1284年にブルネット・ラティーニやディノ・コンパーニとともにフィレンツェ総評議会の一員になる。カヴァルカンティはゲルフ党白派に参加した。ゲルフとギベリン、さらに白派と黒派の争いは激烈化する。抗争に巻き込まれたカヴァルカンティはサルザーナへ流罪に処される。流刑地で孤独な生活を送りながらバッラータ『Perch'i no spero di tornar giammai』を書く、ほどなくしてマラリアに罹患。最終的に帰国を願い出て許され、まもなくフィレンツェで死去した。
カヴァルカンティはダンテ・アリギエリの友人であり師匠でもあった。ダンテはカヴァルカンティに複数の詩を捧げている。ダンテはカヴァルカンティを師匠と仰いでおり、カヴァルカンティが教えた詩の韻律や語法、言い回しはダンテの作品に計り知れないほど大きな影響を与えている。カヴァルカンティ亡き後に書かれたダンテの『神曲』や、さらにボッカッチョの『デカメロン』にもカヴァルカンティが登場している。

## 作品
カヴァルカンティは「清新体」(ドルチェ・スティル・ノーヴォ）と呼ばれるトスカーナの詩派に属する。カヴァルカンティはプロヴァンスの詩やシチリア派の詩を受容し、それからクレティアン・ド・トロワやブルネット・ラティーニ、アリストテレスに注釈を加えたイブン・ルシュドいわゆるアリストテレス主義に感化されていた。カヴァルカンティの詩は穏やかで軽快なリズムの中に偉大な修辞の知恵を秘めているのが特徴である。
技術的完成は最高の域に達し、学問があった彼は、故郷の言語を愛し彫琢し、文法や表現の技術にかんする書物を著している。カヴァルカンティにとって本質的なものは哲学であって、言語と詩は単なる飾りに過ぎない。ロレンツォ・デ・メディチは彼のことを「きわめて洗練された弁証家」と評し、かなり後の時代になってから哲学者のマルシリオ・フィチーノはカヴァルカンティの作品の中にプラトンの学理を探究したほどである。1482年に発表されたクリストフォロ・ランディーノの『神曲注釈』の序言には、雄弁の分野で傑出した人物としてカヴァルカンティの名が挙げられていた。
カヴァルカンティは恋愛詩を多く書き、36編のソネット、11編のバッラータといった詩が現存している。特にバッラータ『Perch'i no spero di tornar giammai』やソネット『L'anima mia』は高く評価されている。また、カンツォーネやモテットも書いている。とりわけカンツォーネ『Donna mi prega』は複雑な愛の哲学的作品であり、後に多くの注釈がつけられている代表作である。